# Barí (paroisse civile)
Pour les articles homonymes, voir Bari (homonymie).
Barí est l'une des deux paroisses civiles de la municipalité de Jesús María Semprún dans l'État de Zulia au Venezuela. Sa capitale est El Cruce.